# 长江
 长江源 33°25′44″N 91°10′57″E / 33.42889°N 91.18250°E

长江，又名扬子江（英語：Yangtze River），古称江水、大江，简称江，是亚洲第一长河和世界第三长河，也是世界上完全在一国境内的最长河流，全长6300公里，干流发源于青藏高原东部唐古拉山脉各拉丹冬峰，穿越中国西南（青海、西藏、云南、四川、重庆）、中部（湖北、湖南、江西）、东部（安徽、江苏），在上海市汇入东海。揚子江起初意指揚州至鎮江的江面。
長江和黄河並稱爲中华文化的母親河，孕育了長江文明和黄河文明。2019年，长江三角洲经济区约占中国GDP的24%，人口规模达到2.27亿。长江流域生态类型多样，水生生物资源丰富，是多种濒危动物如扬子鳄和达氏鲟的栖息地。几千年来，人们利用长江取水、灌溉、排污、运输、发展工业、当作边界等。
随着中国工业化程度的不断加深，长江逐步受到核污染、工业污染、农业径流、河沙淤积、湿地和湖泊减少的威胁，因而加剧季节性洪水的发生。故长江部分水域已受归划为保护区。云南三江并流保护区则因丰富的自然及文化资源而列入联合国教科文组织世界自然遗产。

## 名称

### 「江」字
“江”字在文言文經常用來专称長江。关于汉字“江”的语源，1976年罗杰瑞、梅祖麟提出“江”的上古汉语拟音与南亚语系某些语言的“河流”近似，認為“江”借自南亚语系，例如色當語/kroŋ/，布魯語/kloŋ/。。2003年郑张尚芳认为漢藏語系的藏语也有/kluŋ/（河）的單詞，惟2014年张民权指出藏語/kluŋ/是藏語極罕見用字，批評郑张尚芳無視藏語更常見的/tɕhu/（「河」，漢字通常音譯為「曲」），由此批評「江」字源自漢藏語系的假說。
春秋战国时的古籍《尚书·尔雅》、《左传》等都有对“江”的记载。自汉代起，始稱长江為“大江”，六朝时出现了“长江”的名称。

### 各河段的名稱
长江自江源至宜宾江面各段均有独立的名称。江源至当曲河口称沱沱河，来源于蒙古语“托克托乃乌兰木伦”，意为“缓慢的红江”，藏语称玛曲，即“红河”；以下至玉树巴塘河口为通天河，藏语称“直曲”（འབྲི་ཆུ），意为“母牦牛河”；玉树至宜宾称金沙江。宜宾以下是狭义的“长江”，干流江段各有别称，其中宜宾至宜昌又称川江，枝江至城陵矶又称荆江，江西省内江段自瑞昌至彭泽又称浔阳江，安徽省内江段又称皖江，南京以下至长江口的江段又称扬子江。扬子江这一名称源于隋代在扬州南面的长江边设置的渡口扬子津，最初专指扬州、镇江附近江面，后来才扩大為南京以下至江口的水域。明末清初时，自海上而来的欧洲人从长江口溯流而上、经过扬子津，欧洲语言於是普遍以“扬子”（Yangtze）作为整条长江的名称。

## 歷史變遷
遠古時期，長江流域大部分被海水淹沒。2亿年前的三叠纪时，长江流域部仍被古地中海（特提斯海）所占据，当时西藏、青海部分、云南西部和中部、贵州西部都是茫茫大海。湖北西部，是古地中海向东突出的一片广阔的海湾，海湾一直延伸到今日长江三峡的中部。长江中下游的南半部也浸没在海底，中下游的北部和华北、西北亚欧古陆的东部，地势较高。发生于三叠纪末期的印支造山运动，那时开始出现了昆仑山、可可西里山、巴颜喀拉山、横断山脉，秦岭突起，长江中游南半部隆起成为陆地，云贵高原开始呈现。在横断山脉、秦岭和云贵高原之间，形成断陷盆地和槽状凹地。同时，云梦泽、西昌湖、滇湖等相互串联，从东向西，经云南西部的南涧海峡，流入地中海，与今长江的流向相反。
今长江的形成发在1.4亿年前的侏罗纪时的燕山运动，在长江上游形成了唐古拉山脉，青藏高原缓缓抬高，形成许多高山深谷、洼地和裂谷。长江中下游大别山和川鄂间巫山等山脉隆起，四川盆地凹陷，古地中海进一步向西部退缩。到白垩纪时，四川盆地缓慢上升。夷平作用不断发展，云梦、洞庭盆地继续下沉。到了新生代始新世時，发生强烈的喜马拉雅山运动、青藏高原隆起，古地中海消失，长江流域普遍间歇上升。其上升程度，东部和缓，西部急剧。金沙江两岸高山突起，青藏高原和云贵高原显著抬升，同时形成了一些断陷盆地。河流的强烈下切作用，出现了许多深邃险峻的峡谷，原来自北往南流的水系相互归并顺折向东流。长江中下游上升幅度较小，形成中、低山和丘陵，低凹地带下沉为平原（如两湖平原、南襄平原、都阳平原、苏皖平原等）。到了距今300万年前时，喜马拉雅山强烈隆起，长江流域西部进一步抬高。从湖北伸向四川盆地的古长江溯源浸蚀作用加快，切穿巫山，使东西古长江贯通一起，江水浩浩荡荡，注入东海，今日之长江形成。

## 流域地理
长江流域位置在北纬24°27′～35°54′，东经90°33′～122°19之间，跨越11个纬距，32个经距，呈东西长，南北短的流域形状。流域地势西高东低并呈三大阶梯状：一级梯包括青海南部高原、川西高原和横断山脈，一般海拔在3500-5000米；二级阶梯为秦巴山地、四川盆地、云贵高原和鄂黔山地，一般海拔在500-2000米；三级阶梯由淮阳山地、江南丘陵和长江中下游平原组成，一般海拔在500米以下。长江流域的地貌类型复杂多样，高原、山地和丘陵盆地占84.7%，平原面积仅占11.3%，河流、湖泊和水库约占4%。
长江源流當曲以下依次为通天河、金沙江。金沙江以下，岷江口至长江入海口，长2884公里（荆江裁弯取直后，缩短航程80公里，为2800余公里），通称长江。在通称长江的各江段又有各自的名称。长江干流流经青海省、西藏自治区、四川省、云南省、重庆市、湖北省、湖南省、江西省、安徽省、江苏省和上海市计11个省级行政区，支流流经贵州省、甘肃省、陕西省、河南省、广西壮族自治区、广东省、浙江省、福建省8个省级行政区部分地区，流域覆盖19个省级行政区。
长江支流流域面积1万平方公里以上的支流有49条，主要有嘉陵江、汉水，岷江、雅砻江、湘江、沅江、乌江、赣江、资水和沱江；主要湖泊有洞庭湖、鄱阳湖、太湖、梁子湖、巢湖和洪湖等。中国大陆境内1平方公里以上的自然湖泊有77%分布在长江流域。整个长江水系的流域面积达180万平方公里，占中国陆地面积的18.8%。淮河大部分水量也通过大运河汇入长江。

### 地质地貌
长江可能有4500萬年地质歷史，流域处于中国中部；横贯东西，地跨中国地貌的三大阶梯，面积180万平方公里，高度从江源的海拔5400米处降至吴淞口海平面。流域内面积广大，地貌类型复杂，地面高差悬殊，包括：极高山、高山、中山、低山、高原、丘陵、盆地与平原等各种形态。按形态成因类型与逐级区划原则，流域内地貌可划分为西部高原高山区（第一大地貌阶梯）、中部中山低山区（第二大地貌阶梯）与东部丘陵平原区（第三大地貌阶梯）。广元一雅安以西的高原高山区，又可再划分为江源高原浅丘区与金沙江高山-峡谷区2个二级地貌区，前者高原面海拔4500-5000米.后者山顶一般3000-4500米.少数是达到5000米以上的极高山区，被冰川所覆盖。襄阳-宜昌-凯里以西的中部中山低山区，可再划分为北侧的秦巴山地区、南侧的鄂黔山地区与处于此二者之间的四川盆地3个二级地貌区。前二者高程均在200米左右，后者在1000米以下。东部丘陵平原区，可再划分为北侧的淮阳低山丘陵区、南侧的江南低山丘陵区与二者之间的长江中下游平原区。另外，还可依次划分出若干三级地貌区和四级地貌区，如江汉平原区、洞庭湖平原区、鄱阳湖平原区、巢湖平原区、长江三角洲平原区、汉中盆地区、南阳盆地区、长江三峡高山峡谷区等等。
全流域周边多山地围绕，西有芒康山，北有昆仑山、巴颜喀拉山、秦岭与大别山，南有五岭、武夷山与天目山、在流域内有山地、丘陵、平原等众多的地貌类型，其中山地和丘陵占84.7%，平原占11%。流域地势呈阶梯状向东降低，大致以广元一雅安以东和襄樊－宜昌－凯里一线为界。分为西、中、东三大地貌区。西部为高原高山区，面积60.19万平方公里，总地势向东南降低，又可分为南北两区：北部为高原浅谷区，高原面高程在4500-5000米。原面上河谷在近期仍有强烈活动。沿江大的活动断裂带常有地震发生。

### 上游
据习惯说法，长江干流湖北宜昌以上为长江上游，长4,504公里，流域面积100万平方公里。跨越中国地理的第一级和第二级阶梯。长江发源自唐古拉山冰川，通天河的楚玛尔河口以上各水系为长江源，以下至四川宜宾的长江干流称金沙江，岷江汇入后始称为“长江”。长江干流自岷江口以下至宜昌又称“川江”，在四川盆地南缘和巴东峡谷中穿行。

#### 江源

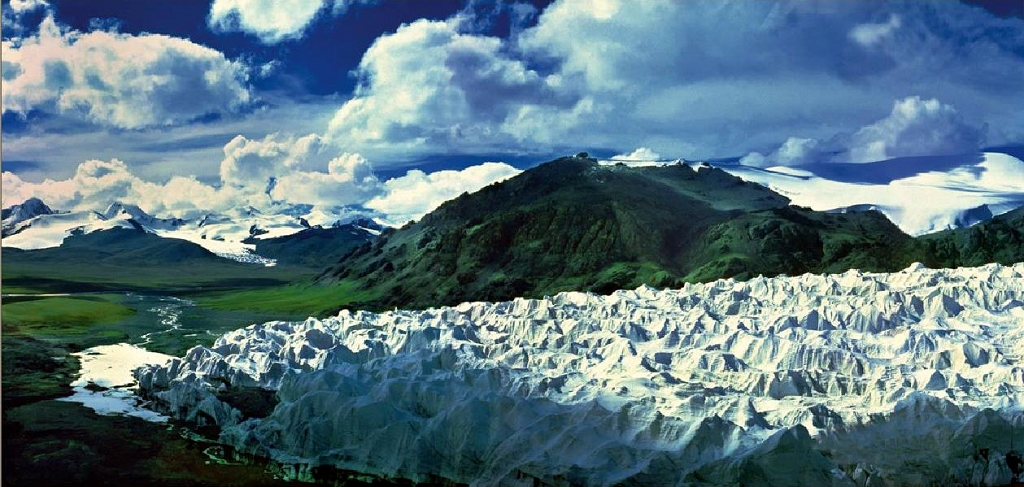
唐古拉山长江源冰川

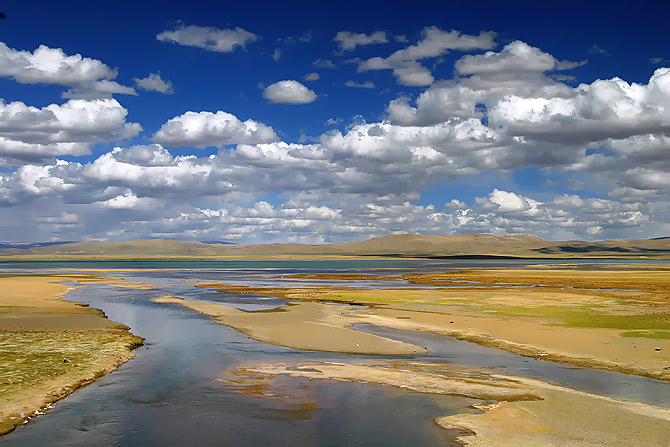
长江正源沱沱河

长江源位于青藏高原腹部，源流主要有沱沱河、当曲和楚玛尔河三支，其中沱沱为长江正源。当曲是长江三源之一的南源，源出唐古拉山东段霞舍日阿巴山东麓，河长352公里，流域面积30,219平方公里，根据遥感卫星探测计算以及多支探险队测量，其长度居江源诸河之冠。河口流量220立方米／秒，水流量是沱沱河的数倍。“当曲”藏语意为“沼泽河”，源头是一条叫“多朝能”的小溪，在穿过地下水源丰富的上游沼泽地带、并有较大的支流如布曲、尕尔曲等汇入后，得到丰富的水源补给，水量迅速增大。
《禹贡》中提到：“岷山导江，东别为沱。”后人自此以为岷山为长江源头。自汉代一直到唐宋乃至明代，人们普遍认为岷江为长江源头。《汉书·地理志》曾对金沙江描述更进一步，明确指出其是长江一条支流。北魏郦道元在《水经注》中对长江上游的许多河流都进行详细描述，尤其是金沙江。此后的著作中对金沙江上游不断推远。明代徐霞客对金沙江和岷江实地考察后写下著名的《江源考》，在文中对岷江源头说提出明确质疑。最后他自己做出判断：“推江源者，必当以金沙江为首。”清代康熙年间绘制的《康熙内府舆图》绘出通天河和木鲁乌苏河，并指出木鲁乌苏河为通天河最远的一源。乾隆年间齐召南的《水道提纲》中进一步指出通天河即为金沙江上源。同时文中较为全面的描述尕尔曲、沱沱河、当曲、冬曲和楚玛尔河。长江最上源河流情况基本清楚，但没有进一步指明到底哪一条为主源。
民国年间，有人对江源进行考察，其结果见于1946年版的《中国地理概论》，书中写道：“上游青海境内有南北两源，南源曰木鲁乌苏，北源曰楚玛尔。”1976年夏中国江源考察队得出：“长江三源说：沱沱河虽与当曲长度相当，但沱沱河流向顺直，位置居中，为正源，当曲水流量和流域面积均远大于沱沱河，可称南源，楚玛尔河横贯江源地区北部，流域面积较大，可称北源。”1986年长江科学考察漂流探险队对江源进行一次考察，主张当曲应为正源。经过几次考察，长江出现“一源”、“两源”、“三源”诸说。

#### 金沙江

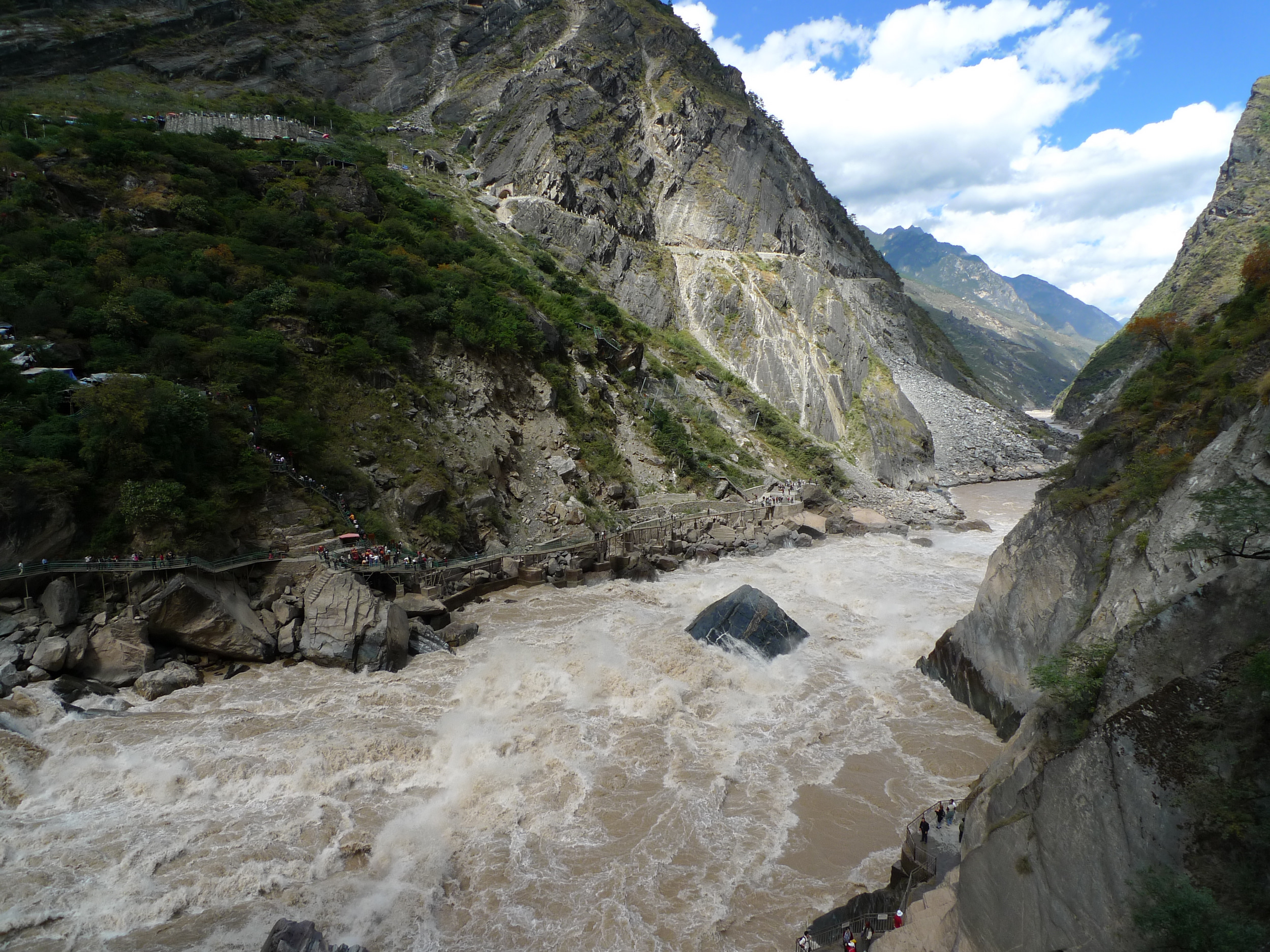
金沙江虎跳峡

金沙江古称绳水、丽水，位于巴塘河口至四川省宜宾岷江口，长3464公里。金沙江跨越中国地形两个阶梯。其流域的曲麻莱和宜宾之间正好是第一、第二阶梯的过渡带，金沙江在横断山脉深谷中蜿蜒向前。横断山脉北高南低，金沙江在其中650千米的距离中下降1400米之多，平均每千米下降2米。在3464千米流程中，河流下切形成的峡谷河道长度逾2000千米，江面与两岸群山高差在1000米到1500米之间。同时与怒江、澜沧江构成三江并流的自然奇观。到达云南丽江石鼓镇时金沙江迅速拐弯，由东南折向东北，至三江口再转向南，然后折向东。这个长达370km的弯曲被一些地理学研究者和长江爱好者称为长江第一弯。
在横断山区，金沙江主要被海拔5000米的沙鲁里山和海拔4500米的宁静山夹峙。四川得荣至云南奔子栏一带金沙江段被称为“干热河谷”，植被稀少。

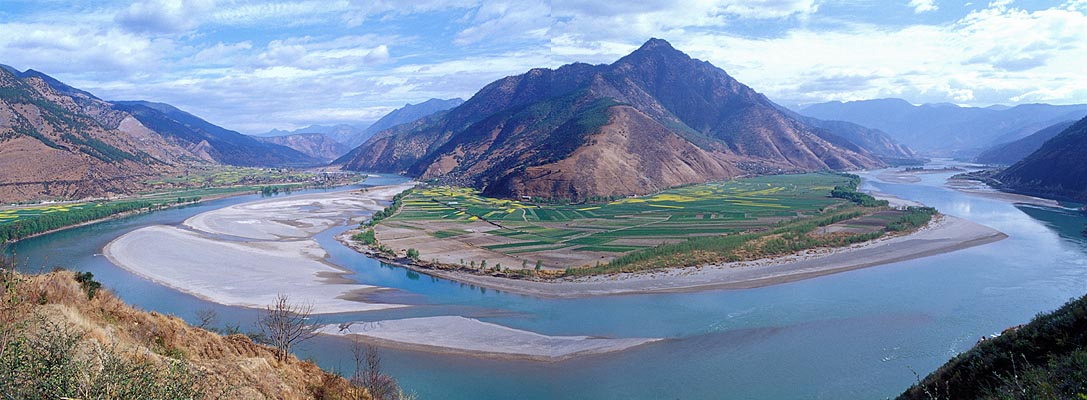
“长江第一弯”

#### 川江

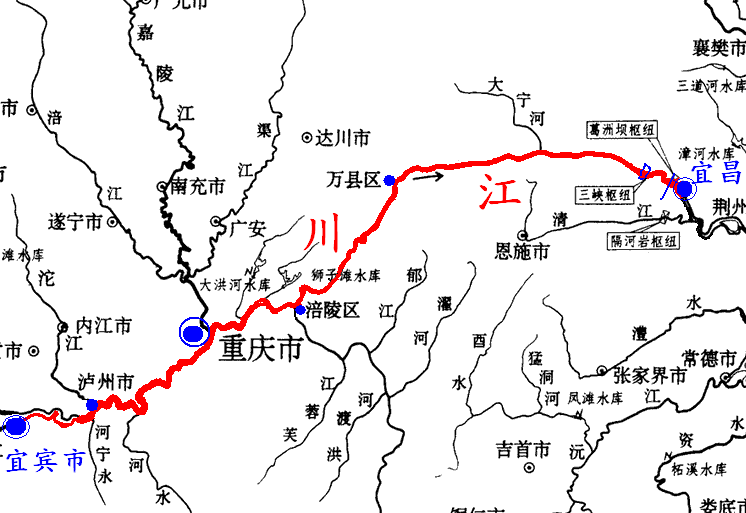
长江“川江”段

长江自四川宜宾岷江口以下经四川、重庆至湖北宜昌的这一段又称川江，全长1040公里。川江蜿蜒曲折，并没有从四川盆地中间穿过，而是沿四川盆地边缘群山中流过，但其支流岷江和青衣江水系则灌溉整个富饶的成都平原。长江三峡位于川江的奉节县至宜昌市之间一段。
长江川江段汇入的主要一级支流有岷江、沱江、嘉陵江和乌江。川江沿岸有数个大城市，包括宜宾、泸州等，其中最大的城市重庆是中国西南地区最大的城市之一，也是长江流域重要的国家中心城市。

### 中游

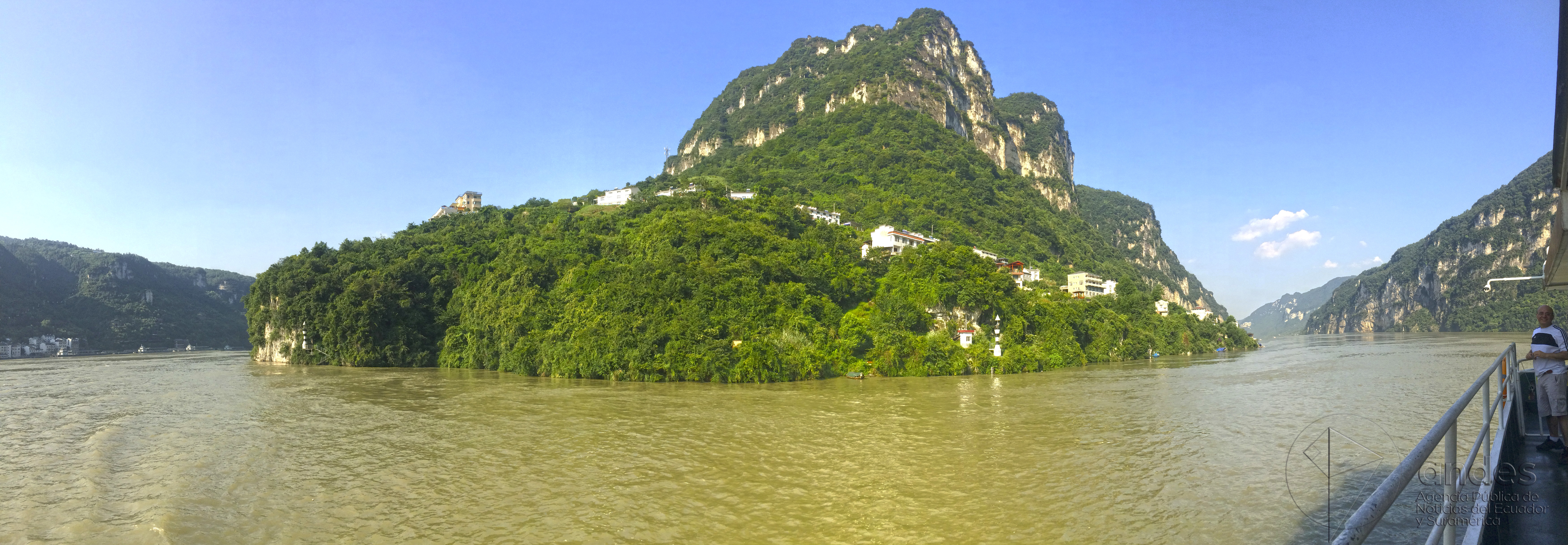
明月湾

长江中游主河道自湖北省宜昌市至江西省九江市湖口，长955公里，流域面积68万平方公里。其中湖北省宜都市至湖南省岳阳市洞庭湖口城陵矶一段，因长江流经古荆州地区，又称荆江。荆江河道曲折，水流迟缓，造成大量泥沙淤积，河床日益抬高，洪水位可高出地面10多米，是长江最易泛滥的河段，有“万里长江，险在荆江”的说法。为了减轻洪水的威胁，建成荆江分洪工程、下荆江裁弯工程。
长江中游沿岸的武汉，是中国中部地区最大城市和国家中心城市之一，也是管理整个长江流域的长江水利委员会的行政中心所在地。

### 下游

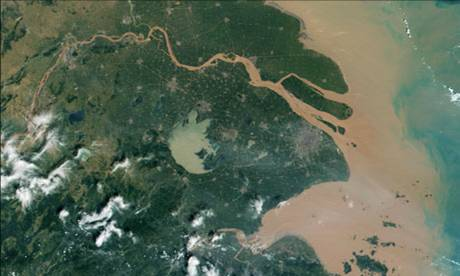
长江三角洲

长江自江西九江湖口以下至长江口为下游。此段长938公里，流域面积12万平方公里。江西境内段称“浔阳江”，安徽境内江段又称“皖江”，大致为东北流向，直至江苏南京才转折向东进入镇江、扬州，因此该段右岸的广大地区自古又称江东。这一段河道在皖南、皖中、宁镇丘陵与北岸平原之间蜿蜒，右岸常有临江的石矶，河床在石矶处变窄然后又展宽，形成宽窄相间的藕节状河床。铜陵大通以下江段受海潮影响，水势和缓，沙洲显露。主要支流有青弋江—水阳江、滁河、秦淮河等。长江从镇江至长江口长约312公里，这一段即将入海的河道因古代有扬子津渡口，因而又称“扬子江”。江阴以下江段又称河口段，江面从江阴附近的1200余米向东迅速展宽呈喇叭状，至长江口已宽达91公里。京杭运河在扬州、镇江与长江相交，淮河水量的80～90％经京杭运河从北岸汇入长江。江南的太湖是中国第三大淡水湖，流域内河网密布，组成庞大的灌溉系统和内河水运网。湖水除少量经江阴、太仓的一些河道流入长江外，绝大部分水流向东经长江最后一条重要支流黄浦江在吴淞口汇入长江。
长江每年挟带约4.86亿吨泥沙入海，形成的长江三角洲西端以镇江、扬州为顶点，北至通扬运河，南抵杭州湾，大茅山、天目山为西南界，包括江苏、浙江两省部分地区和整个上海市，面积达4万平方公里，是一片坦荡的大平原，只有少数低山像孤岛一样矗立在平原之上。这里海岸线平直，海水黄浑，有一条宽约几公里到几十公里的潮间带浅滩。三角洲自全新世以来，年均向海推进约40米。
长江下游有以中国最大的国家中心城市上海市为代表的长江三角洲城市群。

## 主要支流
|                  | 岸侧 | 岸侧 | 河名                   | 河名                   | 河名                   | 河名                   | 河名                   | 河名                   | 长度 (km) | 流域面积 (km²) | 常年水量 (m³/s) | 汇入   | 干流流经省份   |
| ---------------- | ---- | ---- | ---------------------- | ---------------------- | ---------------------- | ---------------------- | ---------------------- | ---------------------- | --------- | -------------- | --------------- | ------ | -------------- |
| 上 游 · 长 江 源 | -    | -    | 当曲                   | 当曲                   | 当曲                   | 当曲                   | 当曲                   | 当曲                   | 360       | 31254          | 114             | 通天河 | 青             |
| 上 游 · 长 江 源 | 左   | -    | -                      | 布曲                   | 布曲                   | 布曲                   | 布曲                   | 布曲                   | 242       | 14083          | 63.0            | 当曲   | 青             |
| 上 游 · 长 江 源 | 左   | -    | -                      | 沱沱河                 | 沱沱河                 | 沱沱河                 | 沱沱河                 | 沱沱河                 | 358       | 17000          | 32              | 通天河 | 青             |
| 上 游 · 长 江 源 | -    | -    | 通天河                 | 通天河                 | 通天河                 | 通天河                 | 通天河                 | 通天河                 | 813       | 138000         |                 | 金沙江 | 青             |
| 上 游 · 长 江 源 | 左   | -    | -                      | 楚玛尔河               | 楚玛尔河               | 楚玛尔河               | 楚玛尔河               | 楚玛尔河               | 527       | 20724          | 18              | 通天河 | 青             |
| 上 游 · 金 沙 江 | -    | -    | 金沙江                 | 金沙江                 | 金沙江                 | 金沙江                 | 金沙江                 | 金沙江                 | 2308      | 340000         | 4471            | 长江   | 青、川、藏、滇 |
| 上 游 · 金 沙 江 | 左   | -    | -                      | 雅砻江                 | 雅砻江                 | 雅砻江                 | 雅砻江                 | 雅砻江                 | 1323      | 128444         | 1914            | 金沙江 | 青、川         |
| 上 游 · 金 沙 江 | 左   | -    | -                      | -                      | 鲜水河                 | 鲜水河                 | 鲜水河                 | 鲜水河                 | 680       | 19368          | 194             | 雅砻江 | 川             |
| 上 游 · 金 沙 江 | -    | 右   | -                      | -                      | 理塘河                 | 理塘河                 | 理塘河                 | 理塘河                 |           | 19114          | 287             | 雅砻江 | 川             |
| 上 游 · 金 沙 江 | 左   | -    | -                      | -                      | 安宁河                 | 安宁河                 | 安宁河                 | 安宁河                 | 320       | 11150          | 234             | 雅砻江 | 川             |
| 上 游 · 金 沙 江 | -    | 右   | -                      | 普渡河                 | 普渡河                 | 普渡河                 | 普渡河                 | 普渡河                 | 294       | 11089          | 101.0           | 金沙江 | 滇             |
| 上 游 · 金 沙 江 | -    | 右   | -                      | 牛栏江                 | 牛栏江                 | 牛栏江                 | 牛栏江                 | 牛栏江                 | 461       | 13787          |                 | 金沙江 | 滇、黔         |
| 上 游 · 金 沙 江 | -    | 右   | -                      | 横江                   | 横江                   | 横江                   | 横江                   | 横江                   | 305       | 14780          |                 | 金沙江 | 滇、川         |
| 上 游 · 川 江    | 左   | -    | 岷江                   | 岷江                   | 岷江                   | 岷江                   | 岷江                   | 岷江                   | 735       | 133000         | 2850            | 長江   | 川             |
| 上 游 · 川 江    | -    | 右   | -                      | 大渡河                 | 大渡河                 | 大渡河                 | 大渡河                 | 大渡河                 | 1155      | 77400          | 1570            | 岷江   | 青、川         |
| 上 游 · 川 江    | -    | 右   | -                      | -                      | 绰斯甲河               | 绰斯甲河               | 绰斯甲河               | 绰斯甲河               | 385       | 16900          | 191             | 大渡河 | 青、川         |
| 上 游 · 川 江    | 左   | -    | -                      | -                      | 青衣江                 | 青衣江                 | 青衣江                 | 青衣江                 | 284       | 13300          | 565             | 大渡河 | 川             |
| 上 游 · 川 江    | 左   | -    | 沱江                   | 沱江                   | 沱江                   | 沱江                   | 沱江                   | 沱江                   | 655       | 27860          | 519             | 长江   | 川             |
| 上 游 · 川 江    | -    | 右   | 赤水河                 | 赤水河                 | 赤水河                 | 赤水河                 | 赤水河                 | 赤水河                 | 436       | 20440          | 309             | 长江   | 黔、川         |
| 上 游 · 川 江    | 左   | -    | 嘉陵江                 | 嘉陵江                 | 嘉陵江                 | 嘉陵江                 | 嘉陵江                 | 嘉陵江                 | 1119      | 160000         | 2120            | 长江   | 甘、陕、川、渝 |
| 上 游 · 川 江    | -    | 右   | -                      | 西汉水                 | 西汉水                 | 西汉水                 | 西汉水                 | 西汉水                 | 246       | 10103          | 56.0            | 嘉陵江 | 甘、陕         |
| 上 游 · 川 江    | -    | 右   | -                      | 白龙江                 | 白龙江                 | 白龙江                 | 白龙江                 | 白龙江                 | 576       | 31808          | 389             | 嘉陵江 | 甘、川         |
| 上 游 · 川 江    | 左   | -    | -                      | 渠江                   | 渠江                   | 渠江                   | 渠江                   | 渠江                   | 720       | 39211          | 663             | 嘉陵江 | 川、渝         |
| 上 游 · 川 江    | 左   | -    | -                      | -                      | 大通江                 | 大通江                 | 大通江                 | 大通江                 | 224       | 7605           | 177             | 嘉陵江 | 陕、川         |
| 上 游 · 川 江    | 左   | -    | -                      | -                      | 州河                   | 州河                   | 州河                   | 州河                   | 306       | 11180          | 22              | 嘉陵江 | 渝、川         |
| 上 游 · 川 江    | -    | 右   | -                      | 涪江                   | 涪江                   | 涪江                   | 涪江                   | 涪江                   | 700       | 36400          | 572             | 嘉陵江 | 川、渝         |
| 上 游 · 川 江    | -    | 右   | 乌江                   | 乌江                   | 乌江                   | 乌江                   | 乌江                   | 乌江                   | 1150      | 87920          | 1650            | 长江   | 黔、渝         |
| 上 游 · 川 江    | 左   | -    | -                      | 六冲河                 | 六冲河                 | 六冲河                 | 六冲河                 | 六冲河                 | 273       | 10874          | 176             | 乌江   | 黔             |
| 上 游 · 川 江    | -    | 右   | -                      | 芙蓉江                 | 芙蓉江                 | 芙蓉江                 | 芙蓉江                 | 芙蓉江                 | 231       | 7794           | 169             | 长江   | 黔、渝         |
| 上 游 · 川 江    | -    | 右   | 清江                   | 清江                   | 清江                   | 清江                   | 清江                   | 清江                   | 423       | 16700          | 467             | 长江   | 鄂             |
| 中游             | -    | 右   | 洞庭湖水系             | 洞庭湖水系             | 洞庭湖水系             | 洞庭湖水系             | 洞庭湖水系             | 洞庭湖水系             |           | 162225         |                 | 长江   |                |
| 中游             | -    | -    | -                      | 湘江                   | 湘江                   | 湘江                   | 湘江                   | 湘江                   | 856       | 96400          |                 | 洞庭湖 | 桂、湘         |
| 中游             | -    | 右   | -                      | -                      | 潇水                   | 潇水                   | 潇水                   | 潇水                   | 354       | 12099          |                 | 湘江   |                |
| 中游             | -    | 右   | -                      | -                      | 舂陵水                 | 舂陵水                 | 舂陵水                 | 舂陵水                 | 307       | 6623           | 153             | 湘江   |                |
| 中游             | -    | 右   | -                      | -                      | 耒水                   | 耒水                   | 耒水                   | 耒水                   | 453       | 11783          | 301             | 湘江   |                |
| 中游             | -    | 右   | -                      | -                      | 洣水                   | 洣水                   | 洣水                   | 洣水                   | 296       | 10305          | 267             | 湘江   |                |
| 中游             | -    | -    | -                      | 资江                   | 资江                   | 资江                   | 资江                   | 资江                   | 653       | 28100          |                 | 洞庭湖 |                |
| 中游             | -    | -    | -                      | -                      | 赧水                   | 赧水                   | 赧水                   | 赧水                   | 188       | 7103           | 175             | 资江   |                |
| 中游             | -    | -    | -                      | 沅江                   | 沅江                   | 沅江                   | 沅江                   | 沅江                   | 1033      | 89163          | 2170            | 洞庭湖 |                |
| 中游             | -    | -    | -                      | -                      | 巫水                   | 巫水                   | 巫水                   | 巫水                   | 244       | 4205           | 181             | 沅江   |                |
| 中游             | -    | -    | -                      | -                      | 㵲水                   | 㵲水                   | 㵲水                   | 㵲水                   | 444       | 10334          | 181             | 沅江   |                |
| 中游             | -    | -    | -                      | -                      | 辰水                   | 辰水                   | 辰水                   | 辰水                   | 289       | 7536           | 180             | 沅江   |                |
| 中游             | -    | -    | -                      | -                      | 酉水                   | 酉水                   | 酉水                   | 酉水                   | 477       | 18530          | 454             | 沅江   |                |
| 中游             | -    | -    | -                      | 澧水                   | 澧水                   | 澧水                   | 澧水                   | 澧水                   | 388       | 18500          |                 | 洞庭湖 | 湘             |
| 中游             | -    | -    | -                      | -                      | 娄水                   | 娄水                   | 娄水                   | 娄水                   | 256       | 5048           | 179             | 澧水   |                |
| 中游             | 左   | -    | 汉水                   | 汉水                   | 汉水                   | 汉水                   | 汉水                   | 汉水                   | 1532      | 159000         | 1710            | 长江   | 陕、鄂         |
| 中游             | -    | 右   | -                      | 堵河                   | 堵河                   | 堵河                   | 堵河                   | 堵河                   | 342       | 12431          | 196             | 汉水   |                |
| 中游             | 左   | -    | -                      | 丹江                   | 丹江                   | 丹江                   | 丹江                   | 丹江                   | 379       | 15994          | 171             | 汉水   | 陕、豫         |
| 中游             | 左   | -    | -                      | 唐白河                 | 唐白河                 | 唐白河                 | 唐白河                 | 唐白河                 | 352       | 24500          | 182             | 汉水   |                |
| 中游             | 左   | -    | -                      | 涢水                   | 涢水                   | 涢水                   | 涢水                   | 涢水                   | 270       | 14808          | 117             | 汉水   |                |
| 中游             | 左   | -    | 富水                   | 富水                   | 富水                   | 富水                   | 富水                   | 富水                   | 196       | 5310           | 153             | 长江   | 鄂             |
| 中游             | -    | 右   | 鄱阳湖水系             | 鄱阳湖水系             | 鄱阳湖水系             | 鄱阳湖水系             | 鄱阳湖水系             | 鄱阳湖水系             |           | 162200         |                 | 长江   | 赣             |
| 中游             | -    | -    | -                      | 抚河                   | 抚河                   | 抚河                   | 抚河                   | 抚河                   | 352       | 16800          | 483             | 鄱阳湖 | 赣             |
| 中游             | 左   | -    | -                      | -                      | 崇宜水                 | 崇宜水                 | 崇宜水                 | 崇宜水                 | 166       | 5120           | 159             | 抚河   |                |
| 中游             | -    | 右   | -                      | 信江                   | 信江                   | 信江                   | 信江                   | 信江                   | 296       | 15941          | 579             | 鄱阳湖 | 赣             |
| 中游             | -    | -    | -                      | 赣江                   | 赣江                   | 赣江                   | 赣江                   | 赣江                   | 991       | 81600          |                 | 鄱阳湖 | 赣             |
| 中游             | -    | -    | -                      | -                      | 貢水                   | 貢水                   | 貢水                   | 貢水                   | 278       | 26589          |                 | 赣江   |                |
| 中游             | -    | -    | -                      | -                      | -                      | 梅江                   | 梅江                   | 梅江                   | 220       | 7099           | 211             | 贡水   |                |
| 中游             | -    | -    | -                      | -                      | -                      | 桃江                   | 桃江                   | 桃江                   | 289       | 7913           | 197             | 贡水   |                |
| 中游             | -    | -    | -                      | -                      | 章水                   | 章水                   | 章水                   | 章水                   | 199       | 7770           | 201             | 赣江   |                |
| 中游             | -    | -    | -                      | -                      | 禾水                   | 禾水                   | 禾水                   | 禾水                   | 241       | 9075           | 240             | 赣江   |                |
| 中游             | -    | -    | -                      | -                      | 袁水                   | 袁水                   | 袁水                   | 袁水                   | 273       | 6137           | 187             | 赣江   |                |
| 中游             | -    | -    | -                      | -                      | 锦江                   | 锦江                   | 锦江                   | 锦江                   | 294       | 7650           | 222             | 赣江   |                |
| 中游             | -    | -    | -                      | 鄱江                   | 鄱江                   | 鄱江                   | 鄱江                   | 鄱江                   | 349       | 15428          | 489             | 鄱阳湖 |                |
| 中游             | -    | -    | -                      | -                      | 昌江                   | 昌江                   | 昌江                   | 昌江                   | 250       | 6220           | 181             | 鄱江   |                |
| 中游             | -    | -    | -                      | -                      | 乐安河                 | 乐安河                 | 乐安河                 | 乐安河                 | 279       | 8456           | 489             | 鄱江   |                |
| 中游             | 左   | -    | -                      | 修水                   | 修水                   | 修水                   | 修水                   | 修水                   | 357       | 14793          | 390             | 鄱阳湖 |                |
| 下游             | 左   | -    | 巢湖水系               | 巢湖水系               | 巢湖水系               | 巢湖水系               | 巢湖水系               | 巢湖水系               |           | 14203          |                 | 长江   |                |
| 下游             | -    | 右   | 青弋江                 | 青弋江                 | 青弋江                 | 青弋江                 | 青弋江                 | 青弋江                 | 275       | 7150           | 174             | 长江   |                |
| 下游             | -    | 右   | 水阳江                 | 水阳江                 | 水阳江                 | 水阳江                 | 水阳江                 | 水阳江                 | 254       | 10305          | 180             | 长江   |                |
| 下游             | 左   | -    | 淮河（经京杭运河入江） | 淮河（经京杭运河入江） | 淮河（经京杭运河入江） | 淮河（经京杭运河入江） | 淮河（经京杭运河入江） | 淮河（经京杭运河入江） |           | 187000         | 523             | 长江   |                |
| 下游             | -    | 右   | 太湖水系               | 太湖水系               | 太湖水系               | 太湖水系               | 太湖水系               | 太湖水系               |           | 36500          |                 | 长江   |                |
| 下游             | -    | 右   | 黄浦江                 | 黄浦江                 | 黄浦江                 | 黄浦江                 | 黄浦江                 | 黄浦江                 | 114       | 24000          | 321             | 长江   |                |

## 长江文明
长江流域和黄河流域一样，是中华民族的发源地之一。长江流域各区域文明总称长江文明，与黄河文明等中国各大古代文明长期相互影响，融合为中华文明。长江文明区域之广、文化遗址数量之多、密度之大，都堪称世界之最。长江文明，特别是长江文明中的“稻作文明”，给东亚及世界以很大影响。
中华曙猿4500万年前生活在长江下游流域，这是迄今为止发现的最早的高等灵长类。长江上游流域的三星堆古蜀国文明水平不亚于作为中华文明主要发源地的黄河流域同时代的古文明。自从东晋始，江东便开始成为中华经济的重心地带之一。

## 长江水利
长江流域综合利用任务广泛而复杂，涉及国民经济各有关部门及流域内19个省、自治区、直辖市。根据1990年国务院批准同意的《长江流域综合利用规划简要报告》，流域综合利用规划的任务包括水资源开发利用、防洪、治涝、水力发电、灌溉、航运、水土保持、中下游干流河道整治、南水北调、水产、下流
沿江城镇布局、城市供水、水源保护与环境影响评价、旅游等，并指出流域规划工作要坚持“统一规划，全面发展．适当分工，分期进行”的基本原则，正确地解决远景与“近期”，干流与支流，上中下游，大中小型，防洪、发电、灌溉与航运，水电与火电，发电与用电，整体与局部以及水土和生物资源的利用与保护等方面的关系

### 航运
长江是世界上运输量最大的河流，2012年长江干流货物运输量为18亿吨，连续第6年刷新世界纪录。长江江苏段货运量约占整个干流的七成，是世界上最繁忙的水域。2010年，长江水系内河货运量和货物周转量分别占全国内河运输总量的75.3%和78.0%。。长江流域内共有通航河流3600多条，总计通航里程约7×10km（其中，0.7m以上水深的等级航5.7×10km），各项运网密度指标均高于全国平均水平。
长江全水系干支流3600多条，至2010年底，全水系通航里程8.8665万公里，占中国内河通航里程的70%，其中三级及以上航道6064公里。干流从云南水富到长江口通航里程2838公里。运网密度每万人高于中国平均50%，运网密度每100km为中国平均的3倍多，综合密度和经济相关密度也在中国平均2倍以上，显示出长江水系航运网的优势和在全国内河航道中的地位和作用。
由于受航道水深和长江大桥净空高度等条件的限制，历史上，只有芜湖以下航道可全年通航海轮，2.5万吨级海轮必须乘潮才能抵达南京，南京至武汉最大只能通航5000吨级海轮。经过对长江干流航道进行大规模维护，2011年太仓至长江口建成12.5米深水航道，5万吨级海轮可满载双向通航，10万吨级满载货船可乘潮抵达。南京至太仓建成10.8米深水航道，3万吨级海轮可以满载直达南京，12.5米深水航道将于2015年上延至南京，届时5万吨级海轮可直达南京港，10万吨级满载散货船可乘潮通过。南京至芜湖段2011年建成丰水期（6—9月）10.5米水深航道，可通航3万吨级海轮，其他月份航道水深7.5米，可通航1万吨级海轮。安庆至芜湖段2013年航道维护水深提高至枯水期6米、洪水期8米，可常年通航1万吨级海轮。荆江航道条件较差，安庆至武汉枯水期航道水深4.5米，4月至11月可通航5000吨级以下海轮，航道水深5米至7米。城陵矶至武汉江段每年5—9月可通行海轮，航道水深在5米以上。目前，长江海轮航线由武汉向上游延伸228公里直达城陵矶。
按自然条件和经济联系来分，长江水系自上而下大体可分为6个自成体系且又通过长江干流相互联系的地区航道网：即以重庆为中心的西南地区航道网，包括金沙江、长江干流、岷江（大渡河）、沱江、涪江、渠江、乌江、嘉陵江、赤水河、綦江、横江、牛栏江等，总计通航里程约1.1×10km；以长沙为中心的洞庭湖水系航道网，包括湘、资、沅、澧和洞庭湖区航道等，总计通航里程约10km；以武汉为中心的汉江航道网，包括长江干流、汉江及其他支流，总计通航里程约9300km；以南昌为中心的鄱阳湖水系航道网，包括赣江、抚河、信江、饶河、修水、袁河、昌江、鄱阳湖区航道等，总计通航里程约5000km；以合肥为中心的巢湖水系航道网，包括南淝河、巢湖湖区、饶河、洲河、兆河、得胜河、罗昌河等，总计通航里程约3000km；以上海、南京、杭州为中心的长江三角洲航道网，包括苏申内外港线、江南运河、长湖申线、丹金溧漕河、锡澄运河、苏浏线、杭申甲线、芜太运河、张申线、六平申线等等，该地区为长江水系航运最发达的区域，总计通航里程约20000km。
| 長江航道       | 長江航道       | 長江航道 | 長江航道 | 長江航道 | 長江航道 | 長江航道                       | 長江航道                        | 長江航道 |
| 區段           | 區段           | 長度     | 最小航深 | 航宽     | 曲率半徑 | 通行船隻                       | 運輸能力                        | 說明 |
| -------------- | -------------- | -------- | -------- | -------- | -------- | ------------------------------ | ------------------------------- | --- |
| 宜宾以上金沙江 | 宜宾以上金沙江 | 751km    |          |          |          | 一般通行较小吨位船舶，曾有漂木 |                                 | 季节性通航 |
| 宜宾至宜昌     | 概述           | 1040km   |          |          |          |                                |                                 | 上游河道，河道平均比降0.22‰，平均流速在2m/s以上。                                                                            |
| 宜宾至宜昌     | 宜宾至兰家沱   | 303km    | 2.7m     | 50m      | 560m     | 1000公噸级船舶                 |                                 | |
| 宜宾至宜昌     | 兰家沱至重庆   | 81km     | 2.5m     | 50m      | 450m     | 800～1000t级船舶               |                                 | |
| 宜宾至宜昌     | 重庆至宜昌     | 660km    | 2.9m     | 60m      | 750m     | 由1000～1500t级船舶            | 单向运输通过能力约1000×10t      | 三峡工程兴建以后，川江航道条件将大为改善，万吨的船队年内约有半年以上时间可直达重庆，航道年单向运输通过能力可达5000×10t以上。 |
| 宜昌至武汉     | 概述           | 626km    |          |          |          |                                |                                 | 为中游航道，有主要浅水道18处，航道维护最小尺度                                                                               |
| 宜昌至武汉     | 宜昌至临湘     | 416km    | 2.9m     | 80m      | 750m     | 1500公噸級船隻                 | 1.7×10t                         | “目前”航道能力利用率为9%～23%。                                                                                              |
| 宜昌至武汉     | 临湘至武汉     | 210km    | 3.2m     | 80m      | 1000m    | 1500～3000t级船舶              | 4.7×10t                         | “目前”航道能力利用率为9%～23%。                                                                                              |
| 武汉至长江口   | 概述           | 1143km   |          |          |          |                                |                                 | 长江水系97%以上的一级航道主要集中在该河段上，为下游航道                                                                      |
| 武汉至长江口   | 武汉至南京     | 708km    | 4m       | 100m     | 1000m    | 通航3000～5000t级船舶          | 年单向运输通过能力为7×10～8×10t | |
| 武汉至长江口   | 南京至长江口   | 435km    | 10.5m    | 200m     | 1200m    | 乘潮可通行2×10～2.4×10t级海轮  |                                 | 南京以下进入感潮河段 |

- 长江干流航道：主要由长江航道局负责养护管理。  
  - 云南水富至四川宜宾合江门段30公里由四川省交通运输厅负责养护管理
  - 宜宾合江门（上游里程1044.0km）至宜昌下临江坪（中游里程615.0km）川江航道
    - 宜宾合江门至江津红花碛为山区天然航道，航道技术等级为Ⅲ级。航道维护水深2.7米。
    - 江津红花碛至重庆涪陵为三峡水库变动回水区航道，以重庆羊角滩（上游航道里程660.0km）为界，其上为Ⅲ级航道，其下为Ⅱ级航道。
    - 重庆涪陵至三峡大坝为常年库区航道，航道技术等级为Ⅱ级
    - 三峡大坝至葛洲坝为两坝间航道。宜昌中水门至秭归庙河段59公里由长江三峡通航管理局负责养护管理

  - 宜昌下临江坪（中游里程615.0km）至武汉长江大桥（中游里程2.5km）为荆江航道，航道技术等级为Ⅱ级。是长江干流航运的主要瓶颈。目前宜昌至城陵矶枯水期维护水深3.2米。武汉至城陵矶段航道最低水深达到3.7米，在汛期、中洪水期能分别达到6米和4.5米。
  - 武汉长江大桥（中游里程2.5km）至浏河口（下游里程25.4km）为下游航道，航道技术等级为Ⅰ级。太仓浏河口至上海长江口（南汊）段120公里由长江口航道管理局（2005年成立，前身為長江口航道建設有限公司[34]）负责养护管理。江苏南通以下航道维护水深12.5米，南京至南通段航道水深10.8米，芜湖至南京段航道水深10.5米，安庆至芜湖段枯水期航道水深6米，武汉至安庆段航道最低水深4.5米。
- 长江支流航道

### 水利工程

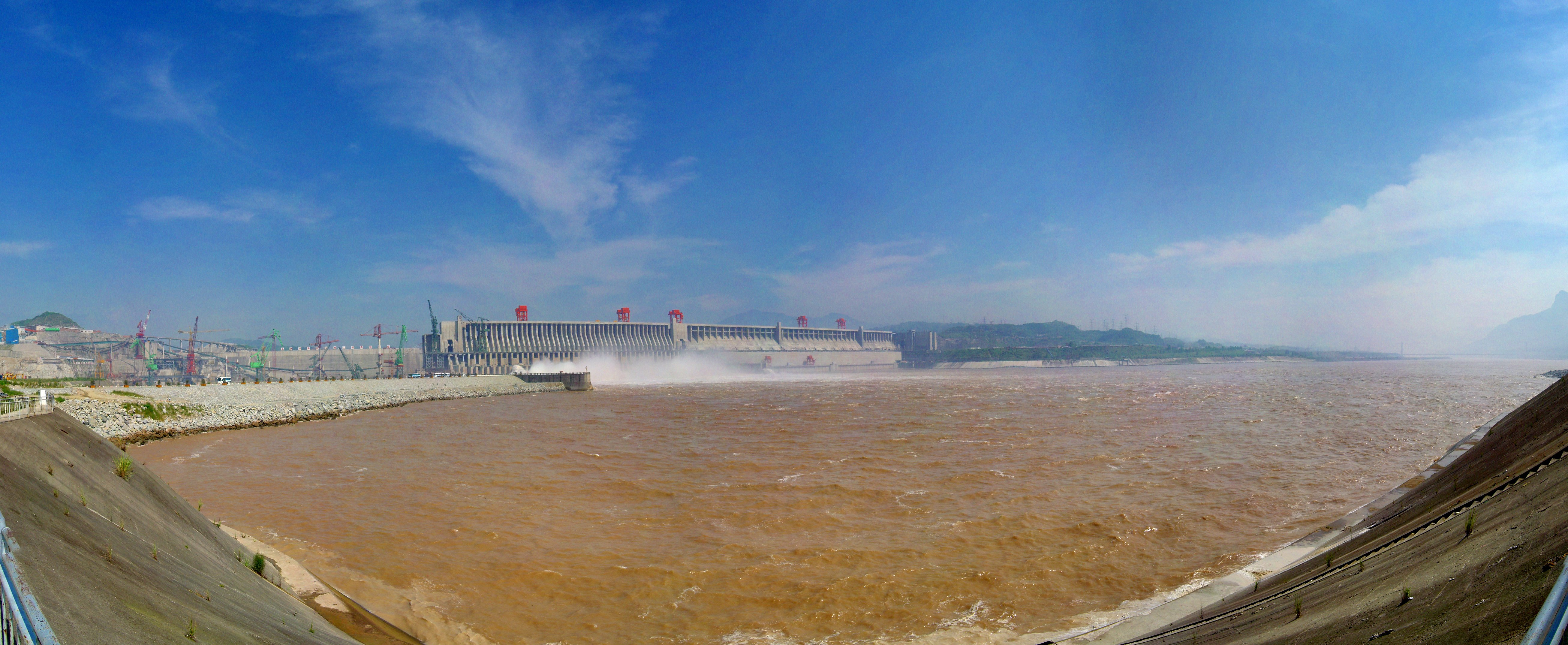
三峡大坝

长江流域有大量大型水电站，其中在干流上已建成及在建的总装机容量120万kW及以上大（1）型水电站及其总装机容量如下：
- 梨园水电站，240万千瓦
- 阿海水电站，200万千瓦
- 金安桥水电站，240万千瓦
- 龙开口水电站，180万千瓦
- 鲁地拉水电站，216万千瓦
- 观音岩水电站，300万千瓦
- 乌东德水电站，1020万千瓦
- 白鹤滩水电站，1600万千瓦
- 溪洛渡水电站，1386万千瓦
- 向家坝水电站，775万千瓦
- 三峡工程，2250万千瓦
- 葛洲坝水利枢纽，277.7万千瓦

其他水利工程有：
- 都江堰
- 南水北调工程
- 荆江分洪工程
- 荆江大堤
- 邗沟
- 淠史杭灌区
- 洪湖分蓄洪区工程

中华人民共和国水利部派出副部级流域管理机构水利部长江水利委员会驻武汉市。

### 防洪
- 荆江分洪工程，1949年11月，林一山先生负责接受水利部系统，并安排将扬子江水利委员会主要部分分期分批迁至武汉并入长江水利委员会，留一部分在南京成立长江水利委员加固了荆江大堤。
- 分蓄洪工程，1954年，分蓄洪工程建成后，在丹江口工程本建成前经常运用，改变了汉江中下游堤防三年两决口的严重局面。
- 丹江口工程，1958年9月丹江口工程开工，随着丹江口水利枢纽和杜家台分洪工程的建成，长江最大的支流汉江的治理开发取得了初步成绩。随着石泉、安康、黄龙滩、王甫洲及其它干支流枢纽工程相继兴建发挥效益，汉江干支流综合利用将日臻完善，实现汉江流域规划的最终使命。

## 长江桥隧

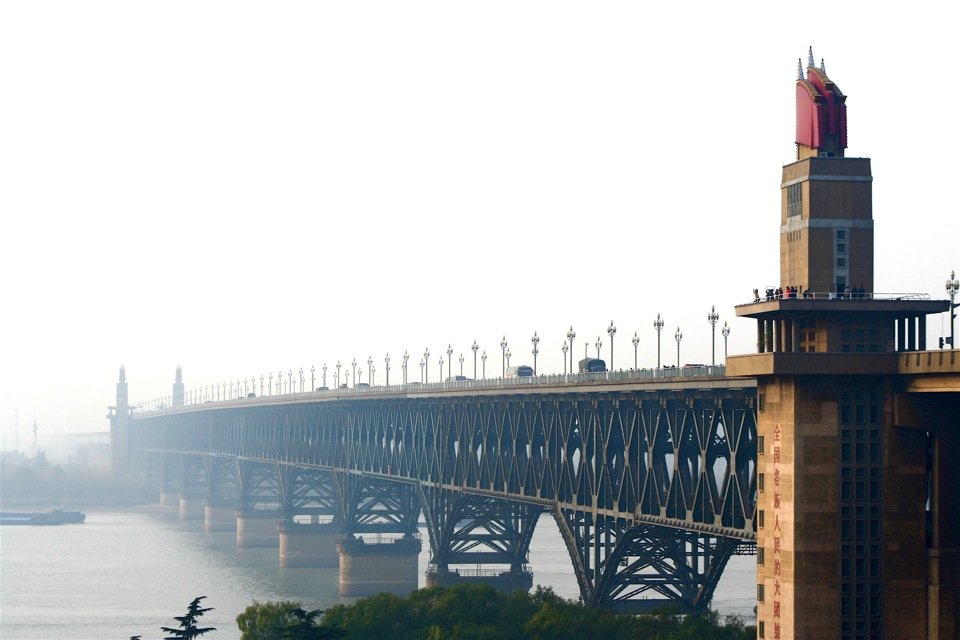
南京長江大橋

在古代，长江干流上曾多次架设临时性的浮桥。第一座有确切历史记录的长江浮桥架于东汉建武十一年（35年），此后几乎历代都有在长江上架设浮桥的记载。
长江干流上第一座真正意义的长江大桥建于中华人民共和国成立后不久，在苏联专家的帮助下，武汉长江大桥作为“一五计划”的重点项目于1957年建成通车。武汉长江大桥是公铁两用桥，1959年又建成了铁路桥重庆白沙沱长江大桥。1968年，完全由中国自行设计建造的公铁两用桥南京长江大桥建成通车，这也是长江下游干流上的第一座大桥。三年后，又一座公铁两用桥枝城长江大桥在湖北宜都建成。1955年至1977年，长江干流上共开工新建大桥8座，至1982年已完成7座。然而改革开放初期，自1978年起长达14年间一直没有新的长江大桥动工，桥墩已于1979年全部出水的九江长江大桥也被迫下马，直到1991年新的长江大桥才陆续投入建设。1990年代，包括复工的九江长江大桥，共建成大桥9座。进入21世纪后，由于中国经济的迅速发展，长江大桥的建设进入井喷期。自2000年至2012年，长江干流上共有50多座大桥建成通车，并有多座大桥正在施工。

### 长江桥隧第一
1957年，第一座长江大桥武汉长江大桥通车。
2008年，第一条下穿长江的隧道武汉长江隧道通车试运行。
2012年，第一条下穿长江的地铁隧道武汉地铁2号线过江隧道通车试运行。

## 沿岸中心城市

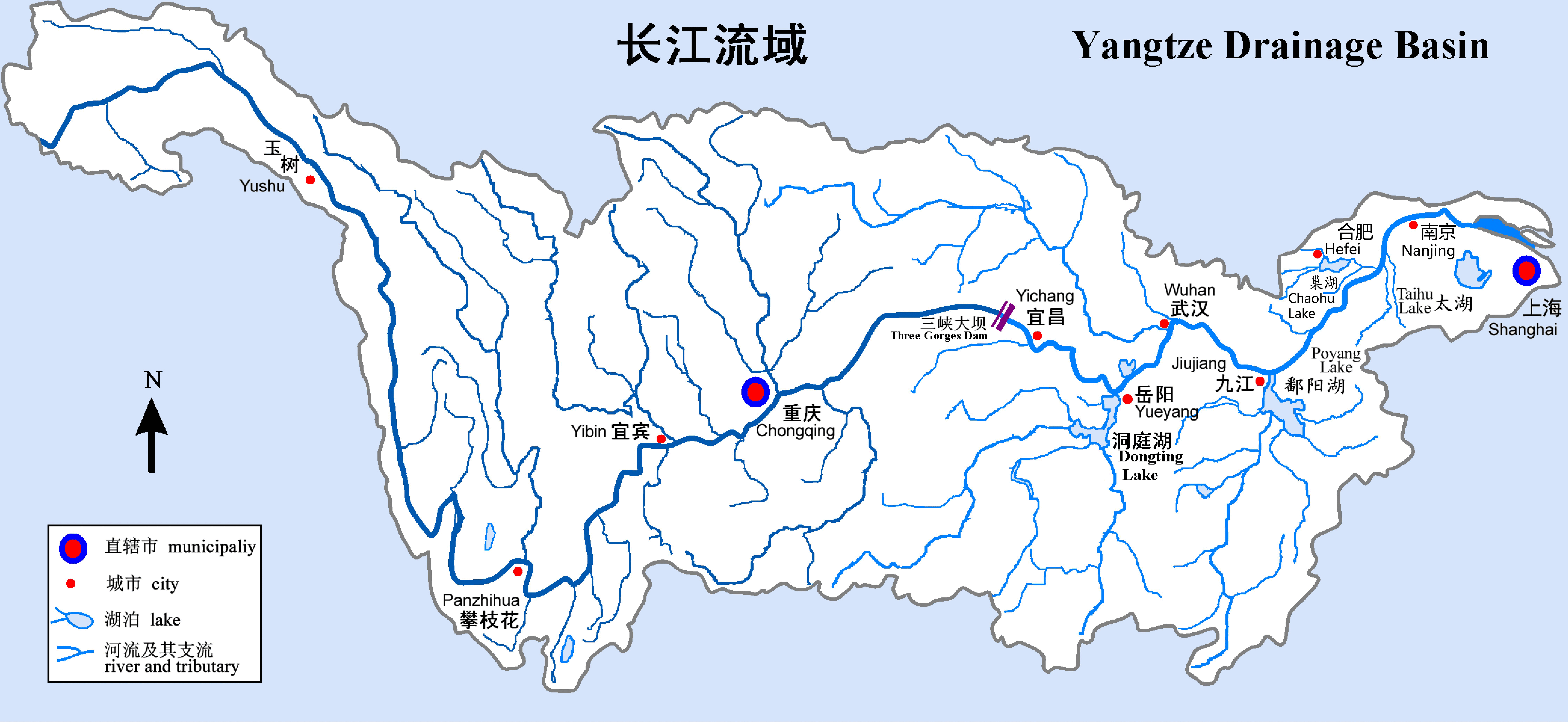

长江沿岸的中心城市，包括三个人口超千万的特大城市。
- 四川省：攀枝花、宜賓、瀘州
- 重慶市：重慶、涪陵、萬州[註 2]
- 湖北省 / 湖南省：宜昌（上中游分界）、荊州、岳陽（湖南省）、咸宁、武漢、黃岡、鄂州、黃石
- 江西省：九江（中下游分界）
- 安徽省：安慶、池州、銅陵、蕪湖、馬鞍山
- 江蘇省：南京、鎮江、揚州、泰州、常州、無錫、蘇州、南通
- 上海市：上海

## 环境

### 污染與破壞
由于受工业化、城市化进程以及全球气候变化、流域重大开发工程等的影响，长江流域的湖泊正面临着面积急剧萎缩，物种丧失、生态系统退化、水体富营养化、洪水调蓄能力降低和供水能力不足等问题。
据长江委发布的水资源公报，2011年共有342.1亿吨工业废水和城市污水排入长江流域河道，约占长江入海水量（近1亿吨）的4%。全流域河流水质劣于Ⅲ类的河长占总评价河长（56701.6千米）的29.7%，主要超标项目为氨氮、总磷、五日生化需氧量、高锰酸盐指数和化学需氧量等。虽然劣Ⅲ类河长比例五年来逐步减少，但部分水体污染仍然十分严重。劣Ⅲ类水体主要集中在城市江段岸边和部分支流，全流域二级水资源区当中以太湖流域、湖口以下干流和乌江流域水质最差，达到Ⅲ类水质的河长比例分别仅为16.2%、36.2%和50.4%，其余地区均在65%以上。长江流域水质总体来看，干流好于支流、干流非汛期略好于汛期、支流汛期略好于非汛期。
最近的研究显示，受气候变暖的影响，长江源头和上游区冰川融水增多，多数湖泊面积短期内呈扩大趋势。但随着时间推移，冰川面积将大幅度减少，冰川融水将逐步减少，可能导致长江上游以冰川融水为主要补给源的湖泊萎缩甚至消亡。
2003年“追寻通江湖泊”活动的调查表明，长江中下游地区湿地面积呈急剧萎缩趋势，原有的100多个通江湖泊只剩下洞庭湖、鄱阳湖、石臼湖3个，导致江湖生态系统遭到重创，防洪蓄洪能力明显降低。有研究统计，1950年代初以来，长江中下游地区因围垦所减少的湖泊容积，相当于淮河多年平均年径流量的1.1倍，或五大淡水湖泊蓄水总量的1.3倍。
横跨长江的三峡水电站完工后成为全世界最大的水力发电厂，但三峡工程的建设也也引起了一系列生态问题。研究报告显示，三峡工程水库的运行，导致了库区富营养化进程加快和支流、库湾藻类水华频发。大坝清水下泄引起长江干流河道剧烈冲刷，使得坝下河道水文情势变化，进而造成中游通江湖泊江湖关系改变，使得湖泊水情与湿地生态明显调整。长江特有鱼类繁育和四大家鱼鱼类产卵场以及珍稀水生动物生存等受到严重影响。
2010年8月，一家国际环保组织发表了《“毒”隐于江—长江鱼体内有毒有害物质调查》。该报告称，在取自重庆、武汉、南京以及马鞍山四市的野生鲤鱼和鲶鱼体内，均测出了被称为“环境激素”的壬基酚和辛基酚，这两种物质可导致雌性性早熟等性发育和生殖系统问题。
2020年12月29日，中華人民共和國生态环境部有关负责人表示，长江干流已全面达到Ⅱ类水质。

### 长江保护

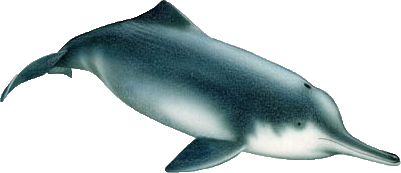
白鱀豚，长江独有的淡水鲸类，2007年被宣布功能性灭绝

位於青海省的三江源（即長江、黃河及瀾滄江（湄公河）三大水系發源地而得名）列為國家級自然保護區，而云南三江并流保护区則因豐富的自然及文化資源而被列為世界自然遺產。然而，在長江流域生活的生物多因污染及被捕獲的原因而瀕臨滅絕，包括已長時間未有找到蹤跡的白鱀豚及白鲟被普遍認為已滅絕，另外如揚子鱷，长江江豚，达氏鲟等生物亦因數量急劇下降而在IUCN紅色名錄中列為極危物種加以保護。中华人民共和国农业农村部宣布自2020年1月1日0时起，长江流域332个自然保护区和水产种质资源保护区实行暂定为期10年的常年禁捕，期间禁止天然渔业资源的生产性捕捞。
2020年12月26日，十三届全国人大常委会第二十四次会议表决通过《长江保护法》，該法律从2021年3月1日起正式施行，長江保護法之下全流域近70%沿岸劃為保護區從此禁止任何工業區，現有工業區逐步關停剩餘流域要取得工廠審批原則上也極度困難，同時禁止重污染企业向长江上中游转移，禁止在干支流干线一公里范围内新建、扩建化工园区和化工项目长江干流和重要支流、大型通江湖泊、长江河口规定区域等重点水域全面禁止天然渔业资源的生产性捕捞。岸线三公里范围内和重要支流岸线一公里范围内新改扩建礦場尾矿库也全面被禁。
2022年9月，中华人民共和国生态环境部、发展改革委等17部门联合印发了《深入打好长江保护修复攻坚战行动方案》，要求2025年年底，长江流域总体水质保持优良，干流水质保持Ⅱ类。

### 旱涝灾害
长江历史旱涝在时间上分配不均匀。根据中国科学技术蓝皮书第5号《气候》公布的全国1000余年的“旱涝型年表”资料显示，一千余年来，长江流域经历了三个大干湿气候周期振动，其湿润期和干旱期最短为120年，最长达220年，其间各包括3～5个小旱涝期。从20世纪80年代开始，长江进人新的湿润气候期。
长江流域旱涝灾害的地域分布特性极强，各地区发生不同程度旱涝灾害的差异甚大。根据中央气象局（现称中国气象局气象科学研究院主编的《中国近五百年旱涝分布图集》（1470～1979年）资料，旱涝系列采用5级表示：Ⅰ级——涝，Ⅱ级——偏涝，Ⅲ级——正常，Ⅳ级——偏旱，Ⅴ级——旱。长江流域100E以东地区有37个站点，经整理分析得出长江流域历史干旱（Ⅴ级）和洪涝（Ⅰ级）频率分布图。流域发生比较严重干旱的频率平均为5.55%，中下游地区受旱机会高于上游地区，其中长江三角洲、干流中下游和洞庭湖地区干旱频率高达9.0%以上，为全流域最高干旱频率区；其次是上游的嘉陵江地区，中心最高干旱频率为7.0%以上。流域洪涝灾害的平均频率为7.97%，显著高于干旱频率。洪涝灾害的地区分布大体上与干旱相同，即中下游地区普遍高于上游地区。在干流中下游和两湖地区有一东西向的洪涝灾害高频地带，其中鄱阳湖北部和洞庭湖沅江、澧水至中游荆江河段为洪涝灾害的两个高频中心区，中心频率高达12.0%以上；长江上游的嘉陵江和汉江上游地区为第三个洪涝灾害高频区。上述洪涝高频地带和中心与初夏中下游的梅雨雨带、盛夏上游集中性降雨雨带以及流域的主要暴雨中心位置基本吻合。
重大水灾
- 乾隆七年江淮水災（1742年）[48][49]
- 1870年长江洪水，1952年长江水利委员会调查后，被认为是1153年至20世纪末最严重的长江洪水。
- 1931年江淮水災：民國時期最嚴重水災。
- 1954年長江洪水
- 1975年淮河大水，又稱河南“75·8”水库溃坝，2005年该事件被美国《探索频道》评为世界历史上最重大的人为技术灾难第一名[50][51]。
- 1991年華東水灾，因為受太陽質子爆发所影響而聞名。[52]
- 1998年中国水灾，又稱九八抗洪。
- 2011年中國南方水災
- 2016年中国南方水灾
- 2020年中国南方水灾：2020年长江第一号洪水、2020年长江第二号洪水、2020年长江第三号洪水、2020年长江第四号洪水、2020年长江第五号洪水

## 有关作品
画作
- 明代吴伟《万里长江图》（山水画）
- 1968年张大千《万里长江图》（山水画）
- 20世纪70年代吴冠中《万里长江图》（油画）

纪录片
- 1983年《话说长江》
- 2006年《再说长江》

歌曲
- 《长江之歌》
- 《我的祖國》